# Shīshgarh
Shīshgarh är en ort i Indien.   Den ligger i distriktet Rāmpur och delstaten Uttar Pradesh, i den norra delen av landet, 200 km öster om huvudstaden New Delhi. Shīshgarh ligger 185 meter över havet och antalet invånare är 23 471.
Terrängen runt Shīshgarh är mycket platt. Runt Shīshgarh är det tätbefolkat, med 735 invånare per kvadratkilometer. Närmaste större samhälle är Baheri, 18,5 km öster om Shīshgarh. Trakten runt Shīshgarh består till största delen av jordbruksmark.